# Islaz
Islaz es una comuna del sur de Rumanía, situada en el condado de Teleorman, a 10 km de la municipalidad de Turnu Măgurele. Es parte de la provincia histórica de Oltenia y comprende dos núcleos habitados: Islaz y Moldoveni.
Los primeros datos sobre Islaz están fechados el 9 de julio de 1569 y, hasta 1950 pertenecieron al antiguo condado Romanaţi. Se hizo famoso en 1848, pues fue allí donde estalló la Revolución de Valaquia de 1848 y donde se leyó públicamene la Proclamación de Islaz, en la que se enumeraban las metas de los revolucionarios.
- Datos: Q12724880
- Multimedia: Islaz commune, Teleorman / Q12724880

1. ↑  Worldpostalcodes.org,código postal n.º 147160.